# Eric Svensson
Karl Eric Emanuel Svensson, detto Spänst (Jönköping, 10 settembre 1903 – Falkenberg, 22 settembre 1986), è stato un triplista e lunghista svedese.

## Biografia
Prese parte ai Giochi olimpici di Amsterdam 1928 nella gara del salto in lungo, ma fu eliminato nella fase di qualificazione. Nel 1932 ebbe l'occasione di riscattarsi alle Olimpiadi di Los Angeles: partecipò alle gare del salto in lungo e del salto triplo classificandosi, rispettivamente, quarto e secondo.
Nel 1933 vinse due titoli nazionali ai campionati svedesi di atletica leggera, nel salto in lungo e nel salto triplo. L'anno successivo vinse la medaglia d'argento ai campionati europei di atletica leggera di Torino nella gara del salto triplo.
È stato detentore del record svedese del salto in lungo (dal 1934 al 1959) e del salto triplo (dal 1931 al 1948).

## Record nazionali
- Salto in lungo: 7,53 m ( Oslo, 26 agosto 1934)
- Salto triplo:
  - 15,13 m ( Stoccolma, 29 agosto 1931)
  - 15,32 m ( Los Angeles, 4 agosto 1932)

## Palmarès
| Anno | Manifestazione  | Sede        | Evento         | Risultato     | Prestazione | Note             |
| ---- | --------------- | ----------- | -------------- | ------------- | ----------- | ---------------- |
| 1928 | Giochi olimpici | Amsterdam   | Salto in lungo | elim. qualif. | 7,29 m      |                  |
| 1932 | Giochi olimpici | Los Angeles | Salto in lungo | 4º            | 7,41 m      |                  |
| 1932 | Giochi olimpici | Los Angeles | Salto triplo   | Argento       | 15,32 m     | Record nazionale |
| 1934 | Europei         | Torino      | Salto triplo   | Argento       | 14,83 m     |                  |

## Campionati nazionali
1933
- Oro ai campionati svedesi di atletica leggera, salto in lungo
- Oro ai campionati svedesi di atletica leggera, salto triplo